# Raionul Bălți
Raionul Bălți (în rusă Бельцкий район) a fost o unitate teritorial-administrativă din RSS Moldovenească, care a existat de la 11 noiembrie 1940 până la 25 decembrie 1962.

## Istorie
La fel ca majoritatea raioanelor RSS Moldovenești, raionul Bălți a fost înființat pe 11 noiembrie 1940, iar centru raional a fost desemnat orașul Bălți.
Până la 16 octombrie 1949 raionul a fost în componența județului Bălți, iar după abolirea divizării pe ținuturi a intrat în subordonare republicană. 
Din 31 ianuarie 1952 până în 15 iunie 1953, raionul a intrat în componența districtului Bălți (Бельцкий округ), după abolirea districtelor din RSSM a redevenit din nou în subordonare republicană.
La 25 decembrie 1962 raionul Bălți, împreună cu un număr de alte raioane a fost eliminat, ulterior teritoriul său a fost împărțit între raioanele: Drochia, Fălești, Lazovsc și Rîșcani. Bălți a devenit o unitate administrativă independentă.

## Divizare administrativă
Ca stare la 1 martie 1961, raionul includea 1 oraș (Bălți) și 13 consilii sătești: Alexăndreni, Corlăteni, Cubolta, Dobrogea Veche, Elizaveta, Hăsnășenii Noi, Mărăndeni, Moara de Piatră, Natalievca, Nicolaevca, Pelinia, Pîrlița și Sofia.